# Arrondissement Bonneville
Arrondissement Bonneville (fr. Arrondissement de Bonneville) je správní územní jednotka ležící v departementu Horní Savojsko a regionu Rhône-Alpes ve Francii. Člení se dále na 10 kantonů a 61 obcí.

## Kantony
- Bonneville
- Chamonix-Mont-Blanc
- Cluses
- La Roche-sur-Foron
- Saint-Gervais-les-Bains
- Saint-Jeoire
- Sallanches
- Samoëns
- Scionzier
- Taninges